# Smile (película de 2022)
Smile (conocida como Sonríe en Hispanoamérica) es una película de terror y thriller psicológico estadounidense de 2022 escrita y dirigida por Parker Finn, siendo este su debut como director en un largometraje. Está basada en el cortometraje de 2020 Laura Hasn't Slept, dirigido por el mismo Finn. La película está protagonizada por Sosie Bacon, Jessie T. Usher, Kyle Gallner, Caitlin Stasey, Kal Penn y Rob Morgan.
Su lanzamiento estaba originalmente programado para realizarse a través de Paramount+, pero el estudio optó por estrenar la película en cines tras las reacciones positivas que obtuvo entre la audiencia de prueba. Así pues, Smile tuvo su estreno mundial en Fantastic Fest el 22 de septiembre de 2022 y fue estrenada en los Estados Unidos el 30 de septiembre de 2022 por Paramount Pictures.

## Argumento
En un pabellón psiquiátrico, la terapeuta Dra. Rose Cotter conoce a la estudiante de doctorado Laura Weaver, quien le explica que hace poco presenció cómo su profesor se suicidaba. Laura afirma que está siendo aterrorizada por una entidad invisible que aparece como varias personas sonrientes y que ha predicho su muerte. Laura empieza a gritar y a entrar en pánico y Rose pide ayuda. De repente, Laura se tranquiliza de forma anormal y sonríe, para después cortarse el cuello, aterrorizando a Rose.
Al día siguiente, otro paciente, Carl, sonríe como Laura y le grita a Rose que va a morir. Rose llama a los enfermeros para que sujeten a Carl, pero tras esto se da cuenta de que ha estado dormido todo el tiempo. Preocupada por el bienestar mental de Rose, su supervisor, el Dr. Morgan Desai, ordena a Rose que se tome una semana de baja. Las alucinaciones de Rose continúan, llevando a los que la rodean a creer que puede ser un peligro para sí misma. Rose visita a su antigua terapeuta, la Dra. Madeline Northcott, quien sugiere que los problemas de Rose provienen de su infancia, en la que fue testigo de la muerte por sobredosis de su madre abusiva y mentalmente enferma.
Más tarde, Rose asiste a la fiesta de cumpleaños de su sobrino, el hijo de su hermana mayor, Holly. Cuando este desenvuelve su regalo, encuentra el gato muerto de Rose, que de alguna manera ha sustituido al regalo real, horrorizando a todos. Rose sufre una crisis nerviosa y ve que una invitada le sonríe de forma poco natural, lo que provoca que caiga sobre una mesita de cristal y se haga varios cortes en ambos antebrazos. Esto convence a Rose de que ha sido víctima de una maldición, aunque su prometido Trevor cree que se ha vuelto loca.
Al enterarse de que el profesor de Laura le sonreía antes de morir, Rose visita a la viuda del profesor, Victoria, y se entera de que él también había presenciado un suicidio poco antes del suyo. Rose le pide a su exnovio Joel, detective de la policía, que revise los registros policiales antiguos. Encuentran varios casos de personas que han presenciado recientemente cómo una persona sonreía y se suicidaba delante de otra.
Rose intenta arreglar las cosas con Trevor, pero se enfurece al darse cuenta de que ha llamado a Madeline para que le haga una intervención psicológica sin preguntar antes a Rose. Disgustada, se marcha a hablar con Holly, que también rechaza la creencia de Rose en una maldición. Holly compara el comportamiento de Rose con el de su difunta madre, y Rose acusa a Holly de haberla abandonado antes de la muerte de su madre.
Rose y Joel descubren la única excepción en la cadena de suicidios: el asesino convicto Robert Talley. Rose y Joel lo visitan en la cárcel, donde él afirma que la entidad se alimenta del trauma y que la única forma de escapar de ella es matar brutalmente a otra persona delante de un testigo para traumatizarla. Rose rechaza airadamente esta idea. El demonio aparece en su casa con la forma de Madeline y se burla de ella. Rose conduce hasta su hospital con un cuchillo y asesina a Carl ante el Dr. Desai, pero se revela que es una alucinación. Rose se despierta en su coche y se encuentra al Dr. Desai fuera. Él se da cuenta del cuchillo, pero ella se aleja a toda velocidad, lo que le lleva a alertar a la policía. 
Rose conduce hasta la casa abandonada de su familia, dándose cuenta de que no puede transmitir la maldición del ente si muere sola. La entidad aparece como la madre de Rose, y se revela que Rose decidió no pedir ayuda para su madre debido a su comportamiento abusivo. El demonio ataca a Rose, y en la lucha se inicia un incendio que aparentemente mata al demonio. Rose huye de la casa y regresa al apartamento de Joel. Joel sonríe a Rose, que se da cuenta de que se trata de otra alucinación.
En realidad, Joel ha rastreado el teléfono de Rose hasta su antigua casa y la encuentra fuera. Rose entra en pánico y corre hacia el interior, donde el demonio revela su verdadera forma: una monstruosidad semihumanoide sin piel con múltiples mandíbulas malformadas anidadas dentro de una enorme boca sonriente. La visión del rostro del demonio hace que Rose caiga en trance, y el demonio la posee forzándose dentro de su cuerpo a través de su boca. Joel derriba la puerta principal y ve cómo una Rose sonriente se prende fuego a sí misma, transmitiéndole la maldición.

## Reparto
- Sosie Bacon como Dra. Rose Cotter
  - Meghan Brown Pratt como Rose a los 10 años
- Kyle Gallner como Detective Joel
- Jessie T. Usher como Trevor
- Robin Weigert como Dra. Madeline Northcott
- Caitlin Stasey como Laura Weaver, paciente de la Dra. Rose Cotter
- Rob Morgan como Robert Talley
- Kal Penn como Dr. Morgan Desai
- Judy Reyes como Victoria Muñoz
- Gillian Zinser como Holly
- Dora Kiss como Madre de Rose
  - Kevin Keppy como Demonio de la madre de Rose
- Nick Arapoglou como Greg
- Sara Kapner como Stephanie
- Jack Sochet como Carl Renken

## Producción
En junio de 2020, Parker Finn fue contratado por Paramount Pictures para escribir y dirigir una adaptación cinematográfica de su propio cortometraje Laura Hasn't Slept, el cual había ganado en marzo de ese mismo año el Premio especial de reconocimiento del jurado en la categoría Cortometraje de medianoche de SXSW. En septiembre de 2021, la película se anunció oficialmente bajo el título de "Something's Wrong with Rose" con Sosie Bacon en el papel principal. Al mes siguiente, Jessie T. Usher, Kyle Gallner, Rob Morgan, Kal Penn, Judy Reyes, Gillian Zinser y Caitlin Stasey se unieron al elenco.
El rodaje comenzó el 11 de octubre de 2021 en la ciudad de Hoboken, Nueva Jersey y finalizó el 24 de noviembre del mismo año.
La edición y la posproducción comenzaron el 3 de diciembre de 2021 y se alargaron hasta finales de mayo de 2022.

## Promoción
El primer adelanto que se lanzó fue un clip de ocho segundos el 26 de mayo, seguido de un adelanto de 40 segundos que se mostró en las proyecciones de Top Gun: Maverick y Crimes of the Future a principios de junio de 2022. El tráiler oficial se publicó el 22 de junio.
Durante varios partidos de las Grandes Ligas de Béisbol el fin de semana previo al estreno de la película, se viralizó una campaña del estudio en la que situaron a actores detrás en lugares estratégicos sonriendo siniestramente a la cámara durante largos períodos de tiempo. Algunos de los actores vestían camisetas con el nombre y el logo de la película.

## Estreno
Smile tuvo su estreno mundial el 22 de septiembre de 2022 en el Fantastic Fest seguido por proyecciones limitadas en el Beyond Fest el 27 de septiembre. Fue estrenada en Estados Unidos el 30 de septiembre de 2022 por Paramount Pictures. El presidente y director ejecutivo de Paramount Pictures, Brian Robbins, confesó que Smile estaba originalmente programada para tener un lanzamiento exclusivo en Paramount+, pero el estudio finalmente decidió estrenar la película en cines debido a las muy positivas reacciones en las proyecciones de prueba.

## Recepción

### Taquilla
A 24 de enero de 2023, Smile había recaudado $105,9 millones en Estados Unidos y Canadá y $110,2 millones en otros territorios, para un total mundial de $216,1 millones.

### Crítica
En el sitio web especializado Rotten Tomatoes, la película tiene un índice de aprobación del 76% basado en 124 reseñas y una calificación promedio de 6.5/10. El consenso crítico del sitio dice: "Unos efectos visuales profundamente espeluznantes y una destacada Sosie Bacon elevan aún más la inquietante exploración de Smile sobre el trauma, sumándose al extraño caso de que un largometraje amplíe satisfactoriamente un corto." En Metacritic, la película tiene asignada una puntuación media de 68 sobre 100, basada en 27 críticas, lo que indica "críticas generalmente favorables". El público encuestado por CinemaScore le dio a la película una calificación promedio de "B–" en una escala de A+ a F, mientras que en PostTrak le dieron a la película una calificación positiva general del 69 %, y el 53 %. Así mismo, la cinta también recibió elogios por su banda sonora, elogiando el uso de sonidos distorsionados y poco convencionales asegurando que "aumentan el ambiente tenso y multiplica la sensación de incomodidad en el espectador en varias escenas".
Owen Gleiberman, de Variety, opinó: "Probablemente será un éxito, porque es una película de terror que cumple, sin hacerte sentir engañado. Sin embargo, con 90 minutos, si fuera menos repetitiva, podría haber sido más ingeniosa". Otros críticos como Marisa Mirabal, de IndieWire, se mostraron más satisfechos con la película, diciendo: "Viaje a un infierno mental cautivador y claustrofóbico, que te causará tanto una sonrisa como una mueca." Por último, Megan Navarro, de Bloody Disgusting, opinó: "Bien ejecutada, con algunos sustos genuinos y una mitología propia que se siente fresca. Smile es suficientemente sólida como para convencer a la audiencia esta temporada de Halloween".